# Ignacio Ibero

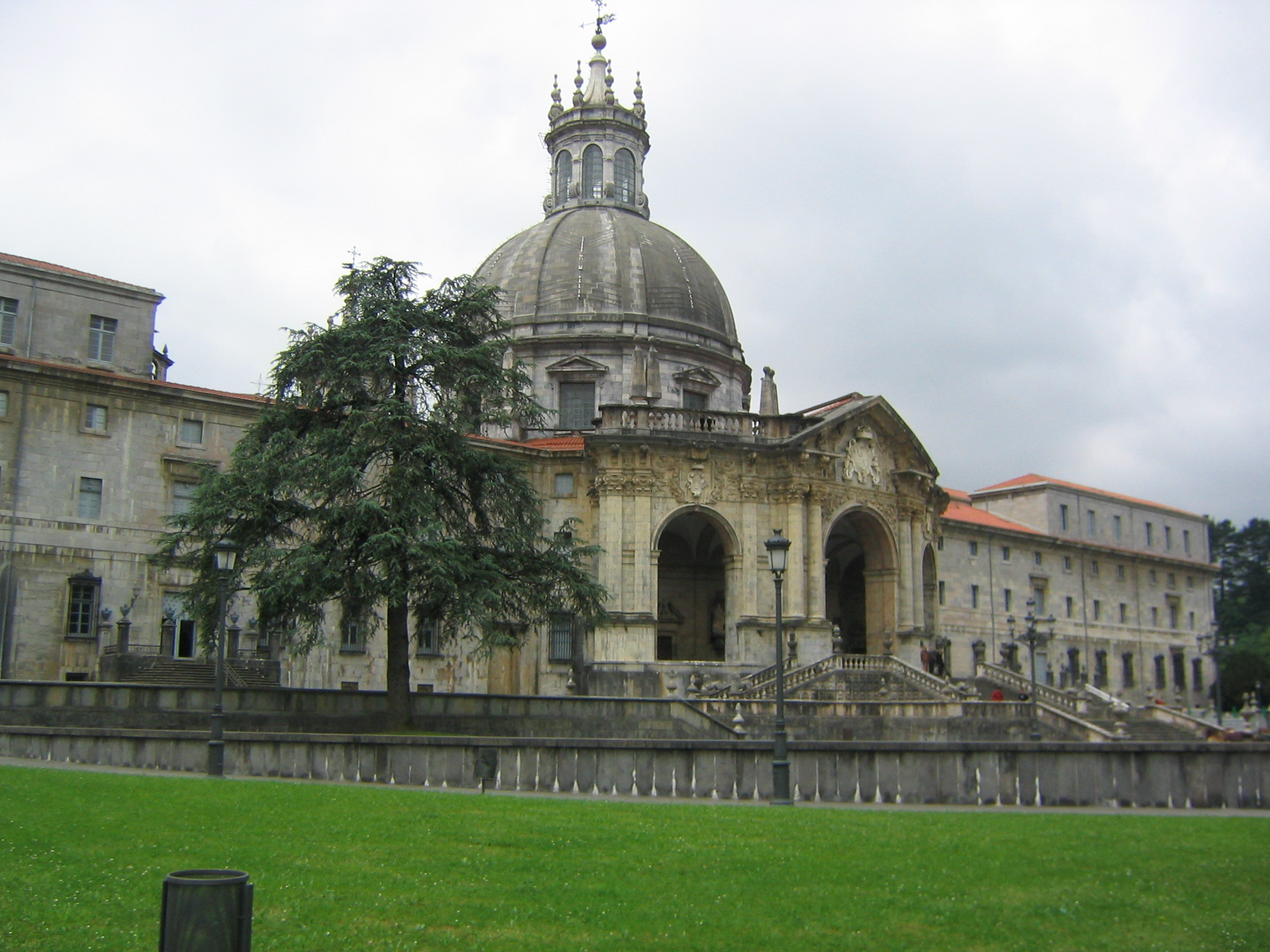
Basílica de Loyola

Ignacio Ibero Erquicia (1684-1766) fue un arquitecto español.
Ignacio Ibero fue un relevante arquitecto vasco del siglo XVIII. Su trabajo se centró, principalmente, en la construcción religiosa siendo su obra más relevante la basílica del Santuario de Loyola en su pueblo natal, Azpeitia.

## Biografía
Ignacio Ibero nació en la localidad guipuzcoana de Azpeitia en el País Vasco en el año 1684.
Trabajó junto a su hijo, Francisco de Ibero, y a su yerno, Javier Ignacio de Echeverría, en numerosos proyectos, principalmente religiosos, donde no solo realizaba la obra de edificación del edificio sino también la construcción de retablos.
Sus edificios son de estilo barroco con rebrotes de rococó y algunas aportaciones neoclásicas lo mismo que sus retablos. Muchas de sus obras no fueron construidas por él, sino que él realizaba el proyecto que otros constructores ejecutaban.
Ignacio de Ibero murió el 30 de junio de 1766 en su ciudad natal cuando estaba trabajando en las obras del ala norte del Santuario de Loyola.

## Su obra

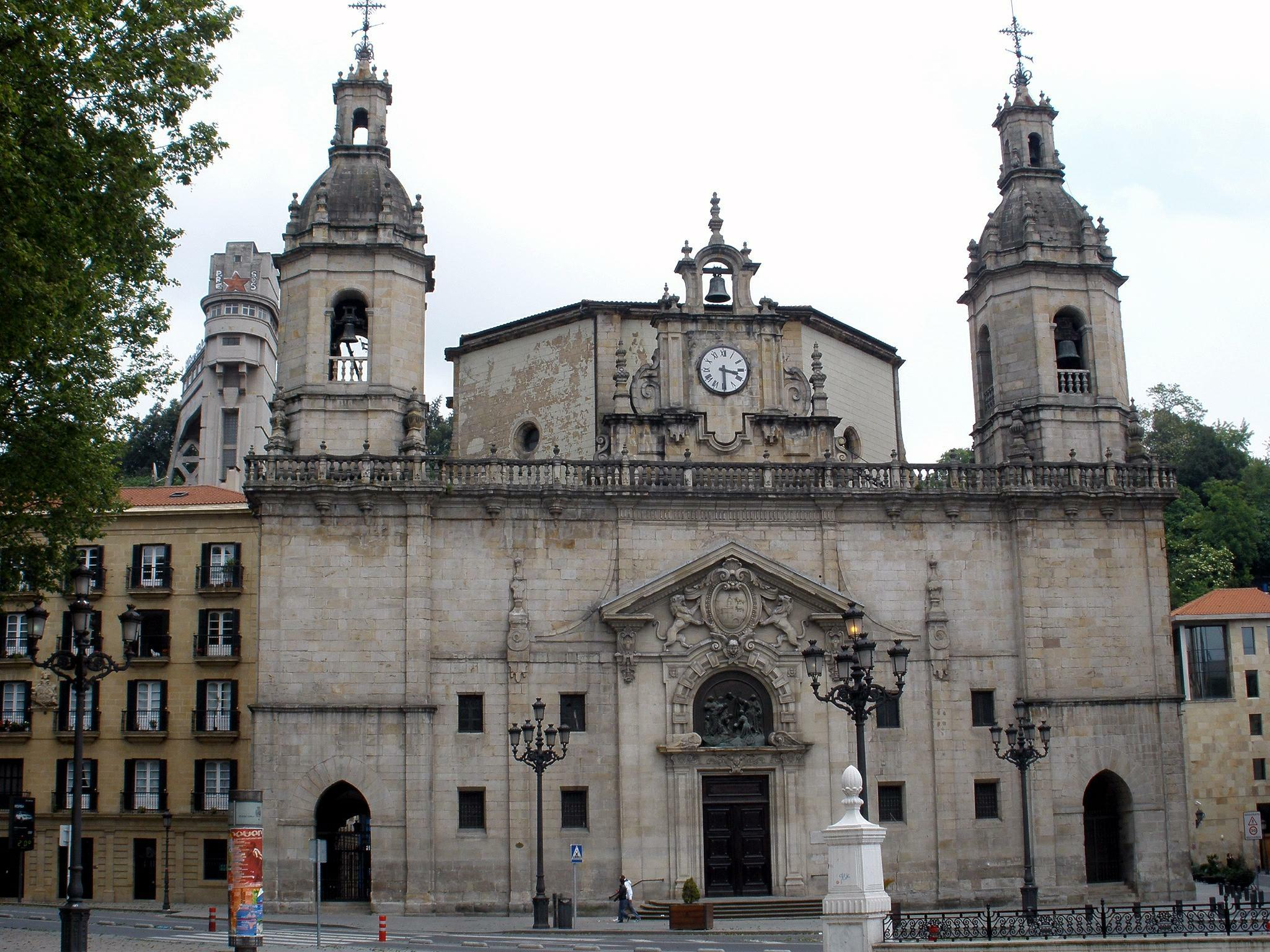
Iglesia de San Nicolás de Bari, Bilbao.

Maestro de barroco, con algunas intervenciones en neoclásico, Ibero ha dejado un buen número de obras, esparcidas, principalmente, por Guipúzcoa y Vizcaya.
Su obra más relevante es el Santuario de Loyola en el cual comenzó a trabajar en 1733, tras la muerte de Sebastián de Lecuona. Allí se encargó de concluir las obras de la iglesia (que se realizaba bajo proyecto del italiano Carlo Fontana), cerrando la cúpula y la linterna. En Loyola, Ibero realizó el altar mayor.
La iglesia de San Nicolás de Bari de Bilbao fue uno de sus proyectos más relevantes. Allí, proyectó en 1743 un templo barroco de planta octogonal.
Otros trabajos suyos de construcción religiosa son la Iglesia de San Torcuato Mártir de Abadiano y la de Santa Catalina de Gizaburuaga, ambas en Vizcaya, la ermita de Santa Ana en Pasajes de San Juan, la iglesia de Andoáin, la torre y la portada de la iglesia de Fuenterrabía y la iglesia de Santa María de San Sebastián, todas ellas en Guipúzcoa.
En la construcción civil se le conocen dos casas consistoriales, la de Deva, en Guipúzcoa, que realizó en 1747, un edificio barroco de piedra caliza con arcada y escudos tallados en la fachada principal sobre un gran balcón corrido, y la de Abadiano, en Vizcaya, sobre una amplia arcada con un balcón corrido en su fachada principal, simple y encuadrado en el estilo de edificios vecinos. En Elgoibar realizó la remodelación de la plaza y el frontón (en 1751) y la reordenación de las casas de la plaza (en 1770). En Motrico realizó la casa del Barón de Oña y como obras menores, el lavadero y fuente de Regil y los escudos de los ayuntamientos de Elgoibar y Regil o la fuente rococó de la plaza de Elorrio en Vizcaya.
Como retablista, además del altar mayor de Loyola, Ibero cuenta con obras como los retablos del convento de Santa Clara de Azkoitia y la iglesia San Sebastián de Soreasu de Azpeitia y el retablo mayor de la Iglesia del Convento de Santa Clara de Tolosa, en Guipúzcoa.